# Resurrección universal
La Resurrección general o resurrección universal es la creencia en una resurrección de los muertos, o resurrección de entre los muertos (Koiné: ἀνάστασις [τῶν] νεκρῶν, anastasis [ton] nekron; literalmente: "levantamiento de los muertos") por el cual la mayoría o todas las personas que han muerto serían resucitadas (devueltas a la vida). Se pueden encontrar varias formas de este concepto en  cristiana, islámica, judía, samaritanismo y escatología zoroástrica.

## Judaísmo rabínico y samaritanismo

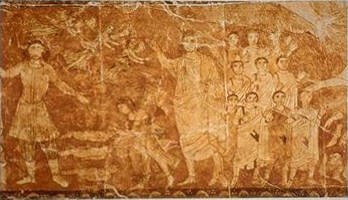
Visión del Valle de los Huesos Secos, fresco de la Sinagoga de Dura Europos

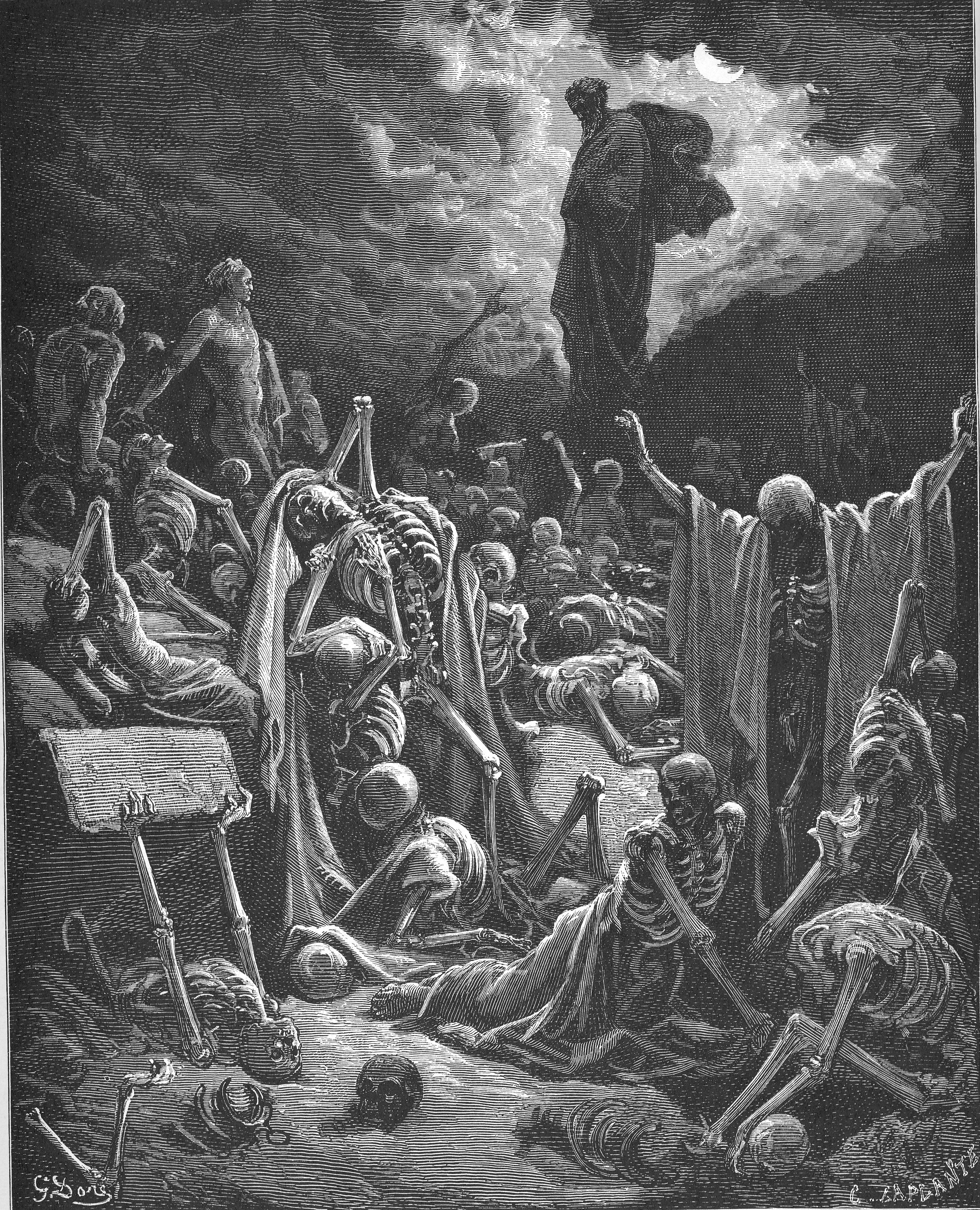
Visión de Ezequiel del Valle de los Huesos Secos, grabado de Gustave Doré (1866)

Hay tres ejemplos explícitos en la Biblia hebrea de personas individuales resucitadas de entre los muertos (no de resurrección general):
- El profeta Elías reza y Dios resucita a un joven de la muerte (1 Reyes 17:17-24).
- Eliseo resucita al hijo de la sunamita (2 Reyes 4:32-37); era el mismo niño cuyo nacimiento había predicho (2 Reyes 4:8-16).
- El cadáver de un hombre que fue arrojado a la tumba de Eliseo resucita cuando el cuerpo toca los huesos de Eliseo (2 Reyes 13:21).

Aunque en el judaísmo anterior al año 200 a. C. no existía la creencia en una vida después de la muerte con recompensa o castigo, en el judaísmo posterior y en el samaritanismo se cree que el Dios de Israel dará un día teḥiyyat ha-metim ("vida a los muertos") a los justos durante la Era Mesiánica, y vivirán para siempre en el mundo venidero (Olam Ha-Ba). Los samaritanos se basan únicamente en un pasaje llamado Haazinu del Pentateuco samaritano, ya que solo aceptan la Torá y rechazan el resto de la Biblia hebrea.
Durante el período del Segundo Templo, el judaísmo desarrolló una diversidad de creencias relativas a la resurrección. El concepto de resurrección del cuerpo físico se encuentra en 2 Macabeos 7.11 y 7.28, según el cual sucederá a través de la recreación de la carne. Este relato, que se enmarca en la revuelta de los macabeos, promete la resurrección general a los sublevados que pierdan la vida por defender sus ideas. La resurrección de los muertos también aparece en los libros extracanónicos de Enoch (1 Enoc 61.2 y 61.5), en el Apocalipsis de Baruc (2 Baruc 50.2, 51.5) y 2 Esdras.[cita requerida]
Según el erudito británico en judaísmo antiguo Philip R. Davies, hay "poca o ninguna referencia clara... ni a la inmortalidad ni a la resurrección de entre los muertos" en los textos de los rollos del Mar Muerto. Tanto Josefo como el Nuevo Testamento recogen que los saduceos no creían en una vida después de la muerte, pero las fuentes varían en cuanto a las creencias de los fariseos. El Nuevo Testamento afirma que los fariseos creían en la resurrección, pero no especifica si esta incluía la carne o no. Según Josefo, que era fariseo, los fariseos sostenían que solo el alma era inmortal y que las almas de las personas buenas se reencarnarán y "pasarán a otros cuerpos", mientras que "las almas de los malvados sufrirán el castigo eterno. " Pablo Apóstol, que según el Libro de los Hechos (23. 6, 26.5) habría sido fariseo, dijo que en la resurrección lo que "se siembra como cuerpo natural resucita como cuerpo espiritual". El Libro de los Jubileos (23.31) se refiere solo a la resurrección del alma, o a una idea más general de un alma inmortal. La tradición del judaísmo del Segundo Templo en Qumrán sostenía que habría una resurrección de justos e injustos, pero de los muy buenos y los muy malos, y solo de los judíos. El alcance de la resurrección en 2 Baruc y 4 Esdras es debatido por los estudiosos..
La resurrección de los muertos es una creencia central en la Mishná que se reunió en los primeros siglos de la era cristiana. La creencia en la resurrección se expresa actualmente en todas las ocasiones en la liturgia judía; por ejemplo en la oración matutina Elohai Neshamah, en el Shemoneh 'Esreh] y en los servicios fúnebres. La autoridad halájica judía Maimónides estableció sus Trece artículos de fe que desde entonces se imprimen en todos los Siddur (libros de oraciones) rabínicos. La resurrección general es el decimotercer principio: "Creo firmemente que tendrá lugar un resurgimiento de los muertos en un momento que complacerá al Creador, bendito sea Su nombre"."os judíos de hoy basan esta creencia en el Libro de Isaías (Yeshayahu), Libro de Ezequiel (Yeḥez'qel), y Libro de Daniel (Dani'el). [cita requerida] El judaísmo ortodoxo moderno sostiene que la creencia en la resurrección de los muertos es uno de los principios cardinales del judaísmo rabínico. 
Harry Sysling, en su estudio de 1996 sobre Teḥiyyat Ha-Metim en los Targumim palestinos, identifica un uso consistente del término "segunda muerte" en textos del período del Segundo Templo y escritos rabínicos tempranos, pero no en la Biblia hebrea. La "segunda muerte" se identifica con el juicio, seguido de la resurrección de Gehinnom ("Gehenna") en el Último Día.

## Cristianismo

### Epístolas paulinas
La Primera Epístola de Pablo a los Corintios capítulo 15, utiliza ἀνάστασις νεκρῶν para designar la resurrección de los muertos.[cita requerida] En los versículos 54-55 cita del Libro de Oseas 13:14 donde habla de la abolición de la muerte.
Otras epístolas paulinas afirman que los que resuciten a la vida eterna lo harán con cuerpos espirituales, que son incorruptibles; la "carne y la sangre" de los cuerpos naturales y perecederos no pueden heredar el reino de Dios, y, asimismo, los que son corruptibles no recibirán la incorrupción (1 Corintios 15: 35-54). Aunque Pablo no establece explícitamente que la inmortalidad excluya los cuerpos físicos, algunos eruditos entienden que, según el Apóstol, la carne simplemente no debe desempeñar ningún papel, ya que las personas son hechas inmortales. Otros eruditos entienden que para Pablo los cuerpos físicos sí resucitan, siendo transformados y glorificados (volviéndose inmortales e incorruptibles, pero sin perder su fisicidad).

### Evangelios y Hechos
El Evangelio de Mateo (6:19-21) introduce la expresión ἀναστάσεως τῶν νεκρῶν, que se utiliza en un monólogo de Jesús que habla a las multitudes sobre "la resurrección" llamada simplemente ἀναστάσει (22:29-33). Este tipo de resurrección se refiere, según los exegetas cristianos, a la resurrección de los muertos, toda la humanidad, al final de esta era presente, la resurrección general o universal.
En los evangelios canónicos, la resurrección de Jesús se describe como una resurrección de la carne: desde la tumba vacía en Marcos; las mujeres abrazando los pies de Jesús resucitado en Mateo; la insistencia de Jesús resucitado en Lucas en que es de "carne y huesos" y no solo un espíritu o pneuma; hasta Jesús resucitado animando a los discípulos a tocar sus heridas en Juan.
En Hechos de los Apóstoles la expresión ἀναστάσεως νεκρῶν se pone en boca de los Apóstoles y de Pablo para defender la doctrina de la resurrección, por ejemplo en el juicio de Pablo ante Ananías. La expresión se utiliza varias veces en referencia a una resurrección general (Hechos 24:21) al final de esta era presente (Hechos 23:6, 24:15).

### El Credo Niceno y el cristianismo primitivo

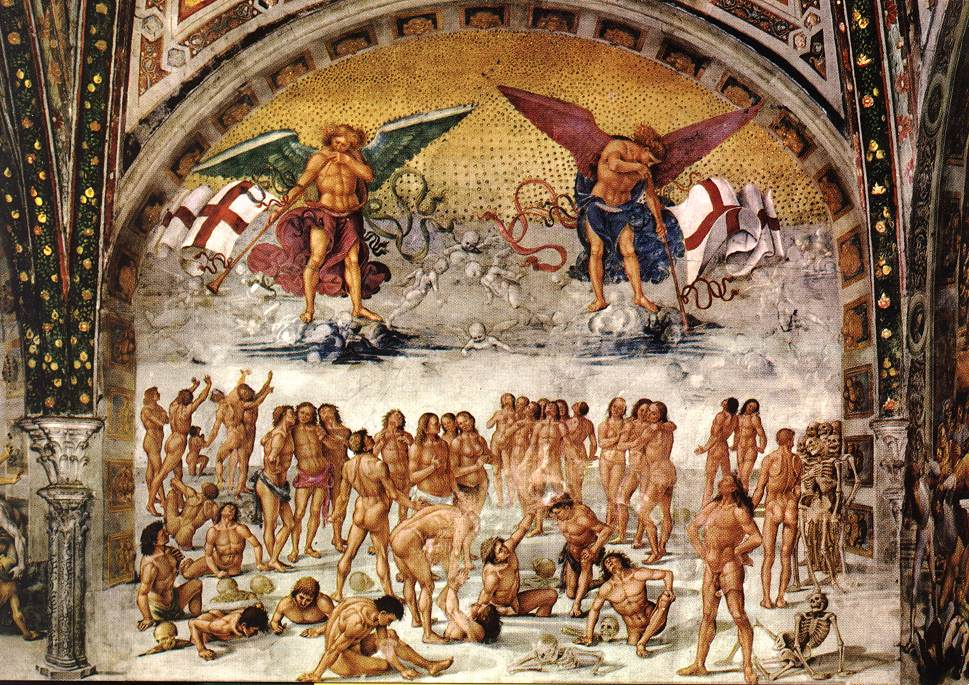
Resurrección de la carne (c. 1500) por Luca Signorelli - basado en 1 Corintios 15: 52: "sonará la trompeta, y los muertos resucitarán incorruptibles, y nosotros seremos transformados." Capilla de San Brizio, Duomo, Orvieto

La mayoría de las confesiones cristianas profesan el Credo de Nicea, que afirma la resurrección de los muertos.
Los escritores cristianos Ireneo y Justino Mártir, en el siglo II, escribieron contra la idea de que solo el alma sobrevivía. (La palabra "alma" es desconocida en el arameo; entró en la teología cristiana a través del griego.) Justino Mártir insiste en que un hombre es tanto alma como cuerpo y Cristo ha prometido resucitar a ambos, igual que resucitó su propio cuerpo.
No había creencia griega antigua en una resurrección general de los muertos. De hecho, los filósofos griegos sostenían que una vez que un cuerpo había sido destruido, no había posibilidad de volver a la vida, ya que ni siquiera los dioses podían recrear la carne.
Varios de los primeros Padres de la Iglesia, como Pseudo-Justino, Justino Mártir, Taciano, Ireneo y Atenágoras de Atenas argumentan sobre las creencias cristianas de la resurrección de maneras que responden a este escepticismo griego tradicional a la continuidad física post-mortal. El cuerpo humano no podía ser aniquilado, sólo disuelto -ni siquiera podía integrarse en los cuerpos de quienes lo devoraban. Así, Dios solo tuvo que volver a ensamblar las partes ínfimas de los cuerpos disueltos en la resurrección.[cita requerida]
Las Iglesias cristianas tradicionales, es decir, las que se adhieren al credos, siguen manteniendo la creencia de que habrá una resurrección general y universal de los muertos en "el final de los tiempos", basándose en las afirmaciones de Hechos 17:31 de que "por cuanto [Dios] ha establecido un día en el cual juzgará al mundo con justicia, por aquel varón a quien designó, dando fe a todos con haberle levantado de los muertos" (traducción de Reina Varela) o bien "porque [Dios] ha fijado el día en que va a juzgar al mundo según justicia, por el hombre que ha destinado, dando a todos una garantía al resucitarlo de entre los muertos" (traducción de la Biblia de Jerusalén); así como de Hechos 24:15: "ha de haber resurrección de los muertos, así de justos como de injustos" (RV) o "habrá una resurrección, tanto de los justos como de los pecadores" (BJ).

### Era Moderna

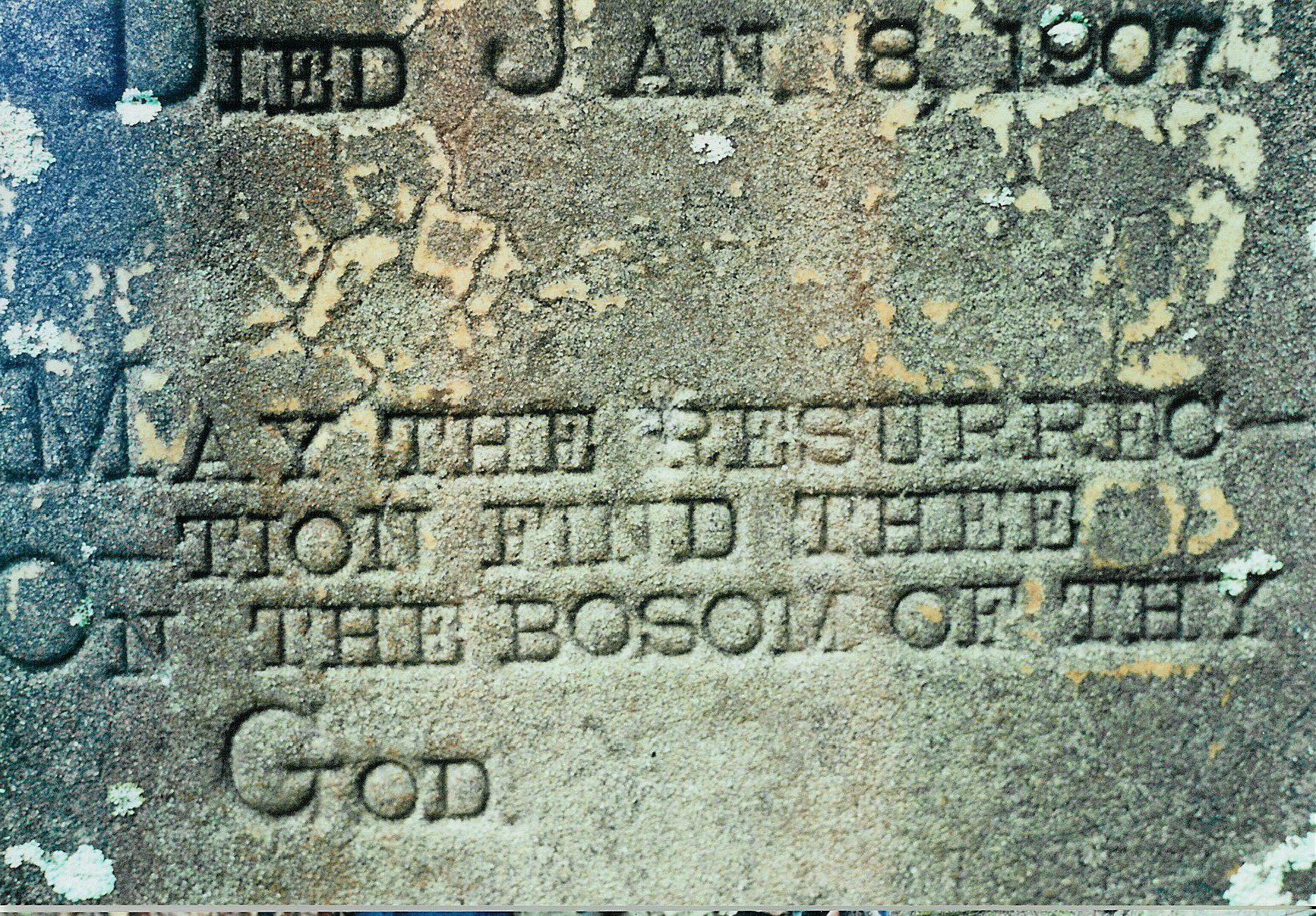
Detalle de una lápida de un cementerio cristiano del norte de Misisipi con la inscripción: "Que la resurrección te encuentre en el seno de tu Dios"

En la actualidad, es una creencia cristiana popular que las almas de los justos van al Cielo.
Al final del período medieval, la era moderna trajo un cambio en el pensamiento cristiano de un énfasis en la resurrección del cuerpo de nuevo a la inmortalidad del alma. Este cambio fue el resultado de un cambio en el zeitgeist, como reacción al Renacimiento y más tarde a la Ilustración.  André Dartigues ha observado que, sobre todo "del siglo XVII al XIX, el lenguaje de la piedad popular ya no evocaba la resurrección del alma, sino Vida eterna. Aunque los manuales de teología seguían mencionando la resurrección, la trataban más como una cuestión especulativa que como un problema existencial".
Este cambio no estaba respaldado por ninguna escritura, sino en gran medida por la religión popular de la Ilustración, el deísmo. El deísmo permitía la existencia de un ser supremo, como la primera causa filosófica, pero negaba cualquier interacción personal o relacional significativa con esta figura. El deísmo, que se guiaba en gran medida por la racionalidad y la razón, podía permitir la creencia en la inmortalidad del alma, pero no necesariamente en la resurrección de los muertos. El deísta estadounidense Ethan Allen expone este pensamiento en su obra La razón, único oráculo del hombre (1784), donde argumenta en el prefacio que casi todos los problemas filosóficos están más allá de la comprensión de la humanidad, incluidos los milagros del cristianismo, aunque permite la inmortalidad de un alma inmaterial.

### Influencia en el derecho y las costumbres seculares
En la teología cristiana, antiguamente estaba muy extendida la creencia de que para resucitar el Día del Juicio el cuerpo tenía que estar entero y preferiblemente enterrado con los pies hacia el este para que la persona resucitara mirando a Dios. Por ello, una Ley del Parlamento inglés del reinado de Enrique VIII estipulaba que solo los cadáveres de asesinos ejecutados podían utilizarse para disección. El desmembramiento era un castigo extra por el crimen, al impedir la resurrección el día del juicio. Las actitudes hacia esta cuestión cambiaron muy lentamente en el Reino Unido y no se manifestaron en la legislación hasta la aprobación de la Anatomy Act en 1832. La cremación se aceptó más lentamente; la primera cremación en el Reino Unido no tuvo lugar hasta octubre de 1882, en un terreno privado, y la cremación no se declaró legal hasta 1884, cuando el Dr. William Price, un sumo sacerdote druida, fue juzgado y absuelto en South Glamorgan Assizes por el intento de cremación del cuerpo de su hijo pequeño.

### Visiones confesionales
En el catolicismo, Agustín de Hipona creía en una resurrección universal de los cuerpos para todas las almas inmortales. Según la Enciclopedia Católica:

Ninguna doctrina de la Fe cristiana", dice San Agustín, "es tan vehemente y tan obstinadamente opuesta como la doctrina de la resurrección de la carne." Esta oposición había comenzado mucho antes de los días de San Agustín.<

 Según la Summa Theologica, los seres espirituales que han sido restaurados a cuerpos glorificados tendrán las siguientes cualidades básicas:
- Impasibilidad (incorruptible / indoloro) - inmunidad a la muerte y al dolor.
- Sutilidad (permeabilidad) - libertad de las restricciones de la materia
- Agilidad - obediencia al espíritu en relación con el movimiento y el espacio (la capacidad de moverse a través del espacio y el tiempo con la velocidad del pensamiento)
- Claridad - belleza resplandeciente del espíritu manifestada en el cuerpo (como cuando Jesús se transfiguró en el Monte Tabor).[45]

Según el artículo de la Enciclopedia Católica (1911) sobre "Resurrección general"

El Cuarto Concilio de Letrán (1215) enseña que todos los hombres, ya sean electos o réprobos, "resucitarán con sus propios cuerpos que ahora llevan consigo" (capítulo "Firmiter"). En el lenguaje de los credoss y profesiones de fe esta vuelta a la vida se llama resurrección del cuerpo (resurrectio carnis, resurrectio mortuorum, anastasis ton nekron) por una doble razón: en primer lugar, puesto que el alma no puede morir, no puede decirse que vuelva a la vida; en segundo lugar, debe excluirse el argumento herético de Himeneo y Filito de que las Escrituras denotan por resurrección no la vuelta a la vida del cuerpo, sino la elevación del alma desde la muerte por el pecado a la vida de gracia.

El Catecismo de la Iglesia Católica dice: 

997 ¿Qué es "resucitar"? En la muerte, separación del alma del cuerpo, el cuerpo humano se descompone y el alma va al encuentro de Dios, en espera de reunirse con su cuerpo glorificado. Dios, en su poder omnipotente, concederá definitivamente la vida incorruptible a nuestros cuerpos reuniéndolos con nuestras almas, por el poder de la Resurrección de Jesús.

998 ¿Quién resucitará? Todos los muertos resucitarán, "los que hicieron el bien, a la resurrección de la vida, y los que hicieron el mal, a la resurrección del juicio.

999 ¿Cómo? Cristo resucita con su propio cuerpo: "Mirad mis manos y mis pies, que soy yo mismo"; pero no volvió a una vida terrena. Así, en él, "todos resucitarán con sus propios cuerpos que ahora llevan", pero Cristo "cambiará nuestro cuerpo humilde para que sea semejante a su cuerpo glorioso", en un "cuerpo espiritual":

Pero alguien preguntará: "¿Cómo resucitan los muertos? ¿Con qué clase de cuerpo vienen?". ¡Necio! Lo que se siembra no cobra vida si no muere. y lo que se siembra no es el cuerpo que ha de ser, sino un grano desnudo ....Lo que se siembra es perecedero, lo que resucita es incorruptible.... los muertos resucitarán incorruptibles.... Porque es necesario que esta naturaleza corruptible se vista de incorruptible, y que esta naturaleza mortal se vista de inmortalidad.(1 Cor 15:35-37. 42. 53).

1001 ¿Cuándo? Definitivamente "en el último día", "en el fin del mundo". En efecto, la resurrección de los muertos está estrechamente asociada a la Parusía de Cristo:

Porque el Señor mismo descenderá del cielo con voz de mando, con voz de arcángel y con sonido de trompeta de Dios; y los muertos en Cristo resucitarán primero. (1 Tesalonicenses 4:16)
1038 La resurrección de todos los muertos, "tanto de justos como de injustos" (Hch 24,15), precederá al Juicio Final. Será "la hora en que todos los que están en los sepulcros oirán la voz [del Hijo del hombre] y saldrán, los que hicieron el bien, a la resurrección de la vida, y los que hicieron el mal, a la resurrección del juicio" (Jn 5,28-29).
En el anglicanismo, estudiosos como el obispo de Durham N. T. Wright, han defendido la primacía de la resurrección en la fe cristiana. Entrevistado por Time en 2008, el obispo y teólogo anglicano N. T. Wright habló de "la idea de la resurrección corporal que la gente niega cuando habla de que sus 'almas irán al Cielo'", y añadió: "A menudo he oído a gente decir: 'Pronto iré al cielo, y allí no necesitaré este estúpido cuerpo, gracias a Dios'. Esa es una distorsión muy dañina, tanto más por ser involuntaria". En cambio, Wright explica: "En la Biblia se nos dice que mueres y entras en un estado intermedio". Éste es "consciente", pero "comparado con estar vivo corporalmente, será como estar dormido". A esto seguirá la resurrección en cuerpos nuevos, dice. "Nuestra cultura está muy interesada en la vida después de la muerte, pero el Nuevo Testamento está mucho más interesado en lo que he llamado la vida después de la vida después de la muerte".
Entre los  Cuarenta y dos Artículos originales de la Iglesia de Inglaterra, uno decía: "La resurrección de los muertos no se ha llevado a cabo todavía, como si sólo perteneciera al alma, que por la gracia de Cristo se levanta de la muerte del pecado, sino que ha de esperarse al último día; porque entonces (como lo atestiguan las Escrituras más manifiestamente) a todos los que estén muertos se les restaurarán sus propios cuerpos, carne y hueso, para que todo el hombre pueda (según sus obras) tener otra recompensa o castigo, según haya vivido virtuosa o malvadamente. "
De los bautistas, James Leo Garrett Jr, E. Glenn Hinson y James E. Tull escriben que "los bautistas tradicionalmente se han mantenido firmes en la creencia de que Cristo resucitó triunfante sobre la muerte, el pecado y el infierno en una resurrección corporal de entre los muertos."
En el luteranismo, Martín Lutero creía y enseñaba personalmente la resurrección de los muertos en combinación con el sueño del alma. Sin embargo, esta no es una enseñanza principal del luteranismo y la mayoría de los luteranos creen tradicionalmente en la resurrección del cuerpo en combinación con el alma inmortal. Según la Iglesia Luterana-Sínodo de Missouri (LCMS), en el último día todos los muertos serán resucitados. Sus almas se reunirán entonces con los mismos cuerpos que tenían antes de morir. Los cuerpos serán entonces cambiados, los de los malvados a un estado de vergüenza eterna y tormento, los de los justos a un estado eterno de gloria celestial.
En Metodismo, M. Douglas Meeks, profesor de teología y estudios wesleyanos en Vanderbilt Divinity School, afirma que "es muy importante para los cristianos sostener la resurrección del cuerpo"  F. Belton Joyner en United Methodist Answers, afirma que el "Nuevo Testamento no habla de una inmortalidad natural del alma, como si en realidad nunca muriéramos. Habla de la resurrección del cuerpo, la afirmación que se hace cada vez que enunciamos el histórico Credo de los Apóstoles y el clásico Credo Niceno", dado en The United Methodist Hymnal. En el ¶128 del Libro de Disciplina de la Iglesia Metodista Libre está escrito: "Habrá una resurrección corporal de entre los muertos, tanto de los justos como de los injustos, los que hayan hecho el bien a la resurrección de la vida, los que hayan hecho el mal a la resurrección de la condenación. El cuerpo resucitado será un cuerpo espiritual, pero la persona será identificable en su totalidad. La resurrección de Cristo es la garantía de la resurrección a la vida para aquellos que están en Él." John Wesley, el fundador de la Iglesia Metodista, en su sermón Sobre la resurrección de los muertos, defendió la doctrina, afirmando "Hay muchos lugares de las Escrituras que lo declaran claramente. San Pablo, en el versículo 53 de este capítulo, nos dice que 'esto corruptible debe revestirse de incorrupción, y esto mortal debe revestirse de inmortalidad'. [1 Corintios 15:53]." Además, notables himnos metodistas, como los de Charles Wesley, vinculan 'nuestra resurrección y la resurrección de Cristo'.
En el condicionalismo cristiano, hay varias iglesias, como los anabaptistas y socinianos de la Reforma, luego la Iglesia Adventista del Séptimo Día, los cristadelfianos, los testigos de Jehová, y teólogos de distintas tradiciones que rechazan la idea de la inmortalidad de un alma no física como vestigio del neoplatonismo, y otras tradiciones paganas. [cita requerida] En esta escuela de pensamiento, los muertos permanecen muertos (y no progresan inmediatamente a un Cielo, Infierno o Purgatorio) hasta que se produce una resurrección física de algunos o todos los muertos al final de los tiempos, o en el Paraíso restaurado en la Tierra, en una resurrección general. Algunos grupos, Christadelphians en particular, consideran que no es una resurrección universal, y que en este momento de la resurrección que el Juicio Final tendrá lugar.
El tratado del primer siglo Didache comenta 'No la resurrección de todos, sino, como dice, "El Señor vendrá y todos sus santos con él" (16.7).
Muchos evangélicos creen en una resurrección universal, pero dividida en dos resurrecciones separadas; en la Segunda Venida y luego de nuevo en el Gran Trono Blanco. La Base Doctrinal de la Alianza Evangélica afirma la creencia en "la resurrección del cuerpo, el juicio del mundo por nuestro Señor Jesucristo, con la bienaventuranza eterna de los justos, y el castigo eterno de los impíos. " 
Los Santos de los Últimos Días creen que Dios tiene un plan de salvación. Antes de la resurrección, los espíritus de los muertos se cree que existen en un lugar conocido como el mundo espiritual, que es similar a, pero fundamentalmente distinto de, el concepto tradicional del Cielo y el Infierno. Se cree que el espíritu conserva sus deseos, creencias y deseos en la otra vida. La doctrina de la Iglesia de Jesucristo de los Santos de los Últimos Días enseña que Jesucristo fue la primera persona que resucitó, y que todos los que han vivido en la tierra serán resucitados por causa de Jesucristo, independientemente de su rectitud. La Iglesia enseña que no todos son resucitados al mismo tiempo; los justos serán resucitados en una "primera resurrección" y los pecadores impenitentes en una "última resurrección. " Se cree que la resurrección unirá de nuevo el espíritu con el cuerpo, y la Iglesia enseña que el cuerpo (carne y hueso) quedará completo y será incorruptible, un estado que incluye la inmortalidad. También existe la creencia en la doctrina de los Santos de los Últimos Días de que unos pocos individuos excepcionales fueron removidos de la tierra "sin probar la muerte". A esto se le conoce como traslación, y se cree que estos individuos han retenido sus cuerpos en una forma purificada, aunque ellos también eventualmente tendrán que recibir la resurrección.
Algunos milenaristas interpretan que el Libro del Apocalipsis requiere dos resurrecciones físicas de los muertos, una antes del Milenio, la otra después de él.
Los Mortalistas, aquellos cristianos que no creen que los humanos tengan alma inmortal, pueden creer en una resurrección universal, como Martín Lutero, y Thomas Hobbes en Leviatán. Algunas denominaciones mortalistas pueden creer en una resurrección universal de todos los muertos, pero en dos eventos de resurrección, uno en cada extremo de un milenio, como la Adventistas del Séptimo Día. Otras denominaciones mortalistas niegan una resurrección universal, como Cristadelfianos y sostienen que los muertos cuentan con tres grupos; la mayoría que nunca resucitará, los resucitados a la condenación y a una segunda destrucción final en la "Muerte Segunda", y los resucitados a la vida eterna.